# Anton Petrovič Velikopolski
Anton Petrovič Velikopolski (rusko Антон Петрович Великопольский), ruski general, * 1770, † 1830.
Bil je eden izmed pomembnejših generalov, ki so se borili med Napoleonovo invazijo na Rusijo; posledično je bil njegov portret dodan v Vojaško galerijo Zimskega dvorca.

## Življenje
7. februarja 1777 je vstopil v Izmailovski polk in 1. januarja 1789 je pričel aktivno vojaško službo v Kazanskem kirasirskemu polku. Že isto leto je doživel ognjeni krst na Finskem. 
Leta 1793 je bil dodeljen konstantinopelskemu veleposlaništvu. 28. marca 1799 je bil povišan v polkovnika in 18. maja 1803 v generalmajorja; istočasno je bil imenovan za poveljnika Seversijskega dragonskega polka. 12. junija 1803 je bil odpuščen iz vojaške službe. 
18. septembra istega leta je bil aktiviran kot poveljnik Siberskega dragonskega polka. 29. junija 1806 je bil zaradi slabega poveljevanja ponovno odpuščen. 
Ob pričetku patriotske vojne leta 1812 je bil z ustanovitvijo peterburške milice imenovan za poveljnika 15. gardnega polka ter istočasno za poveljnika 5. brigade milice. 30. novembra 1813 je bil sprejet v vojaško službo, pri čemer je bil dodeljen rezervni armadi. 
Zadnjih 15 let življenja je bil predsednik vojaškega sodišča v Peterburgu.